# Carina Meidele
Carina Meidele (* 18. April 1965 in Krefeld) ist eine deutsche Curlerin. 
Ihr internationales Debüt hatte Meidele 1995 bei der Weltmeisterschaft in Brandon, sie blieb aber ohne Medaille. 
1995 gewann sie bei der Europameisterschaft in Grindelwald mit der Goldmedaille ihr erstes Edelmetall. 
Meidele war Ersatzspielerin der deutschen Mannschaft bei den XVIII. Olympischen Winterspielen in Nagano im Curling. Die Mannschaft um Skip Andrea Schöpp belegte den achten Platz.

## Erfolge
- Europameisterin 1995
- 3. Platz Europameisterschaft 1996, 1997